# Matej Šimić
Matej Šimić (Spalato, 29 novembre 1995) è un calciatore croato, difensore della T'orp'edo Kutaisi.

## Carriera
L'11 gennaio 2025 viene acquistato a titolo definitivo dalla squadra rumena del Sepsi.

## Statistiche

### Presenze e reti nei club
Statistiche aggiornate al 18 maggio 2025.
| Stagione               | Squadra                | Campionato             | Campionato | Campionato | Coppe nazionali | Coppe nazionali | Coppe nazionali | Coppe continentali | Coppe continentali | Coppe continentali | Altre coppe | Altre coppe | Altre coppe | Totale | Totale |
| Stagione               | Squadra                | Comp                   | Pres       | Reti       | Comp            | Pres            | Reti            | Comp               | Pres               | Reti               | Comp        | Pres        | Reti        | Pres   | Reti   |
| ---------------------- | ---------------------- | ---------------------- | ---------- | ---------- | --------------- | --------------- | --------------- | ------------------ | ------------------ | ------------------ | ----------- | ----------- | ----------- | ------ | ------ |
| 2013-2014              | Dugopolje              | 2. HNL                 | 1          | 0          | CC              | 0               | 0               | -                  | -                  | -                  | -           | -           | -           | 1      | 0      |
| 2017-2018              | Amorebieta             | SDB                    | 34         | 1          | -               | -               | -               | -                  | -                  | -                  | -           | -           | -           | 34     | 1      |
| 2018-2019              | Amorebieta             | SDB                    | 36         | 0          | -               | -               | -               | -                  | -                  | -                  | -           | -           | -           | 36     | 0      |
| Totale Amorebieta      | Totale Amorebieta      | Totale Amorebieta      | 70         | 1          |                 | -               | -               |                    | -                  | -                  |             | -           | -           | 70     | 1      |
| 2019-2020              | Lleida Esportiu        | SDB                    | 22         | 0          | CR              | 1               | 0               | -                  | -                  | -                  | -           | -           | -           | 23     | 0      |
| 2020-2021              | Lleida Esportiu        | SDB                    | 24         | 1          | CR              | 1               | 0               | -                  | -                  | -                  | -           | -           | -           | 25     | 1      |
| Totale Lleida Esportiu | Totale Lleida Esportiu | Totale Lleida Esportiu | 46         | 1          |                 | 2               | 0               |                    | -                  | -                  |             | -           | -           | 48     | 1      |
| 2021-2022              | UD Logroñés            | PDR                    | 18         | 0          | CR              | 1               | 0               | -                  | -                  | -                  | -           | -           | -           | 19     | 0      |
| 2022-2023              | Numancia               | PF                     | 24         | 0          | CR              | 2               | 0               | -                  | -                  | -                  | -           | -           | -           | 26     | 0      |
| 2023-2024              | Krumovgrad             | PL                     | 33         | 2          | CB              | 1               | 0               | -                  | -                  | -                  | -           | -           | -           | 34     | 2      |
| 2024-gen. 2025         | Krumovgrad             | PL                     | 19         | 0          | CB              | 2               | 0               | -                  | -                  | -                  | -           | -           | -           | 21     | 0      |
| Totale Krumovgrad      | Totale Krumovgrad      | Totale Krumovgrad      | 52         | 2          |                 | 3               | 0               |                    | -                  | -                  |             | -           | -           | 55     | 2      |
| gen.-giu. 2025         | Sepsi                  | L1                     | 14         | 0          | CR              | 0               | 0               | -                  | -                  | -                  | -           | -           | -           | 14     | 0      |
| Totale carriera        | Totale carriera        | Totale carriera        | 225        | 4          |                 | 8               | 0               |                    | -                  | -                  |             | -           | -           | 233    | 4      |